# Samuraj Jack
Samuraj Jack (ang. Samurai Jack) – amerykański serial animowany dla młodzieży.
Serial autorstwa znanego twórcy seriali animowanych, Genndy’ego Tartakovsky’ego, opowiadający o losach samuraja, który został wysłany w przyszłość przez złego Aku. Potężny, zmiennokształtny i nieśmiertelny władca ciemności obawia się bowiem tylko jednego: legendarnego miecza tego samuraja, który został wykuty z odwagi i poświęcenia jego ojca, i jest jedyną rzeczą zdolną zranić, a nawet zabić Aku. Znakiem rozpoznawczym serialu – poza wysmakowaną kolorystyką, charakterystyczną kreską oraz muzyką – jest przede wszystkim fakt, że kolejne odcinki są zmienne w poetyce, czerpiąc obficie z konkretnych tekstów kultury (np. Księga dżungli, Gwiezdne wojny, Łowca androidów) lub pastiszując całe gatunki (czarny kryminał, film fantasy, japońskie kino samurajskie, film gangsterski i inne).

## Intro
Na początku każdego odcinka, z wyjątkiem pierwszego, jeszcze przed muzyką czołówkową, następuje opowiedziana głosem Aku historia o tym, jak zaczęła się heroiczna walka samuraja Jacka z Aku.

Jego słowa brzmią:
„Dawno temu w dalekiej krainie, ja, Aku, zmieniający postać władca ciemności, rozpętałem niewypowiedziane zło, ale porywczy wojownik samuraj władający magicznym mieczem wystąpił przeciwko mnie. Zanim zadał mi ostateczny cios, otworzyłem wrota czasu i wtrąciłem go w przyszłość, w której moje zło jest prawem. Teraz ten głupiec szuka drogi powrotu do przeszłości, aby uwolnić świat od Aku!”

## Postacie

### Główne postacie
- Samuraj Jack – główny bohater filmu animowanego od lat 7, szlachetny, momentami może nieco naiwny i niezwykle sprawny samuraj. Jego ojciec, cesarz Japonii, którą zagrabił Aku, był pierwszym człowiekiem, któremu udało się niemal do końca pokonać to zło. Z jego odwagi i poświęcenia wykuty został magiczny miecz, którym włada Jack – jedyna rzecz zdolna zranić Aku. W momencie, w którym jego ojciec został schwytany i uwięziony przez swego wroga, główny bohater musiał przejąć jego misję zniszczenia zła.
Jack jest zasadniczo Japończykiem, jednak większą część życia spędził podróżując po świecie i zdobywając umiejętności niezbędne do pokonania Aku. Szkolił się m.in. u Greków, Wikingów, Egipcjan, a nawet uczył się władać łukiem pod okiem legendarnego Robin Hooda. Po latach powrócił do swego rodzinnego domu, gdzie miał stanąć do walki ze złym Aku, który tymczasem zdążył niemal doszczętnie zrujnować jego kraj. Podczas ostatecznej konfrontacji, kiedy miał zadać śmiertelny cios przeciwnikowi, ten resztką sił otworzył portal czasu i wysłał samuraja do odległej przyszłości, gdzie nie tylko ziemia – ale również wiele innych planet – znajduje się pod panowaniem wielkiego i niezwyciężonego Aku. Z początku niepewny i przerażony nowym, głośnym otoczeniem, pełnym latających, bezkonnych pojazdów, wielookich, dziwacznych istot oraz muzyki techno, samuraj w końcu pojmuje, gdzie i kiedy się znalazł i wyznacza sobie nowy cel: odnaleźć drogę powrotu do swoich czasów, aby dokończyć to, co zaczął i zniszczyć zło Aku, zanim zdoła ono się w ogóle pojawić. Przybiera przy tym zupełnie nowe, pasujące do tych niezwykłych czasów przyszłości imię: Jack.
Do głównych umiejętności Jacka należą przede wszystkim perfekcyjna walka magicznym mieczem jego ojca – japońską kataną. Jack potrafi jednak walczyć niemal każdym stylem istniejącym na ziemi i niemal każdą bronią, nie licząc broni palnych, których w jego czasach nie było. Jest także doskonałym strategiem, zna sztukę kaligrafii, żeglarstwa, nawigacji i jazdy konnej. Oprócz tego zdobywa kolejne umiejętności i wiedzę podczas swojej podróży po opanowanej przez Aku ziemi. W walce z nasyłanymi na niego przez Aku łowcami nagród, potworami i demonami, szlifuje swoje umiejętności i ducha wojownika. W czternastym odcinku Jack uczy się także wysoko skakać, co niejednokrotnie ratuje mu później życie.
- Aku – zmiennokształtna, nieśmiertelna i niezniszczalna istota – uświadomiony strzęp zła, któremu udało się uciec podczas ostatecznej walki dobra ze złem i zamieszkać na ziemi. Przybrawszy imię Aku (jap. „zło”), stwór ten zaczął terroryzować ziemię, jednak odwaga i szlachetność wielkiego wojownika, ojca samuraja Jacka, pozwoliła wykuć magiczny miecz – jedyny przedmiot zdolny powstrzymać Aku. Wojownikowi nie udało się jednak do końca zniszczyć zła, przez co przez lata okaleczony i słaby Aku powoli zbierał siły, aby powrócić i zemścić się na swoim przeciwniku. Uwięził mężczyznę, lekceważąc jednak zupełnie jego żonę i syna, którym udało się uciec z terroryzowanego przez władcę ciemności kraju. Po latach dorosły już samuraj rzucił się do walki z Aku. W ostatniej chwili jednak złemu władcy udało się otworzyć portal czasu i wysłać samuraja do dalekiej przyszłości, w której sam będzie ścigany.
Aku jest istotą podstępną, zachłanną i pełną pychy choć posiada poczucie humoru. Jest do tego kłamliwy i wielokrotnie łamie dawane innym słowo. Nie lubi walczyć otwarcie – zamiast tego woli wysyłać do boju rzesze swoich sług-demonów, a także już w przyszłości – mordercze roboty. Nieustannie wysługuje się innymi, wyznaczając za głowę Jacka gigantyczną nagrodę, co ściąga na samuraja uwagę całej rzeszy różnorakich łowców głów i zwykłych zabijaków. Nie oznacza to jednak, że Aku nie potrafi walczyć. Ponieważ żadna broń – poza magicznym mieczem – nie jest w stanie go zranić, często w obliczu zwykłych mieszkańców pokazuje pełnię swojej mocy.
Główną umiejętnością Aku jest przemiana w dowolną postać lub nawet przedmiot. Z reguły kolejna forma przypomina oryginalną – to znaczy posiada duże oczy z płonącymi brwiami i paszczę z wystającymi kłami – jednak, co udowadnia w odcinku szóstym, potrafi także przybrać wygląd zupełnie nie przypominający demonicznego władcy ciemności.
Oprócz tego Aku dysponuje także umiejętnościami magicznymi. Posiada lasery w oczach, zmieniania materii, ożywiania martwych ciał oraz pustych maszyn, a także potrafi się teleportować i – co prezentuje tylko w odcinku pierwszym – otwierać portal czasowy. Ważną jego umiejętnością jest także moc widzenia całego świata, dzięki której z głębi swojej czeluści, cały czas śledzi – z wyraźnym niezadowoleniem – kolejne walki i zwycięstwa swojego znienawidzonego przeciwnika, Jacka. Został pokonany pod koniec 62 odcinka w sezonie 5 przez Samuraja Jacka.

### Przyjaciele Jacka
- Szkot (ang. Scotsman) – niezwykle barwna osobistość, którą Jack poznaje na wielkim moście, ciągnącym się wiele kilometrów nad rozległymi bagnami. Chociaż początkowo niezbyt się lubią z powodu historii z przejściem przez rzeczony most, kiedy żaden nie chciał ustąpić miejsca drugiemu, skuci i zmuszeni do wspólnej walki, wkrótce zostają najlepszymi przyjaciółmi. Szkot, osobnik rubaszny, dość prosty i niezwykle dumny z siebie i wszystkiego, co posiada (z żoną włącznie), szybko okazuje się typem romantyka i osoby o szlachetnym sercu – co nie oznacza wcale, że nie potrafi zrobić dobrego użytku z karabinu maszynowego, ukrytego w sztucznej nodze, albo z wielkiego, zaczarowanego miecza, jaki nosi na plecach. Jest osobą, która lubi działać i często, zanim pomyśli, od razu przechodzi do czynów.
Szkot pojawia się aż w czterech odcinkach. W odcinku siedemnastym zwraca się do Jacka z prośbą o pomoc w uratowaniu swojej „prześlicznej i delikatnej” żonki, zaś w odcinkach czterdziestym piątym i szóstym ratuje Jackowi skórę, kiedy ten dosłownie stracił pamięć.
- Dziki człowiek (ang. Monkey-man) – rudowłosy, niezwykle zarośnięty mężczyzna, wzorowany na postaciach Tarzana i Mowgliego. Wychowywany przez plemię stworów o białej sierści, prawdopodobnie gatunku jakichś małp, spotyka się z Jackiem w lesie. Niesamowicie wysokie skoki, jakie potrafi wykonać, przyciągają uwagę samuraja, a kiedy później bohater jest świadkiem ataku innego stada, większych i silniejszych małp na „rodzinę” dzikusa, postanawia zawrzeć z nimi układ: nauczy jego rodzinę bronić się przed wrogami, a w zamian oni nauczą go wysoko skakać.
Dziki człowiek mimo dość zwierzęcego i, zdawałoby się, niezgrabnego wyglądu, jest niezwykle sprawny i ma szczere serce. Potrafi mówić ludzkim językiem, chociaż robi to w zabawny sposób. Kocha swoją leśną „rodzinę” i ogółem ma mentalność małego dziecka, jakim był, kiedy uciekł od niewolniczej pracy dla Aku.
- Imakandi – podobni do lwów kosmici nakłonieni przez Aku do polowania na Jacka. Bardzo wysoko cenią honor i „Prawo Imakandi”. Aku oferował im niezliczone bogactwa i deszcz klejnotów w zamian za schwytanie samuraja, lecz oni odrzucili jego propozycję mówiąc, że nagrodą będzie polowanie samo w sobie. Po długim pościgu pokonują Jacka ale nie oddają go demonowi.

### Inne postacie
Podczas swojej podróży, Jack napotyka się na wiele najdziwniejszych ras i postaci, pośród których robi sobie zarówno wrogów, jak i przyjaciół. Spośród zniewolonych przez Aku ras istnieją nawet całe fan-kluby Jacka, a w miarę jego kolejnych sukcesów w walce ze sługami Aku, coraz więcej osób zaczyna mu kibicować i na swój sposób pomagać.
Równocześnie wzrasta nagroda za głowę bohatera, co oczywiście przysparza mu kolejnych wrogów – i licznych przeciwników. Chociaż nie zawsze, co pokazują niektóre odcinki, walka z kimś oznacza, że ten ktoś zostanie wrogiem Jacka.

## Kontynuacja
2 grudnia 2015, stacja telewizyjna Adult Swim ogłosiła, że będzie emitować nowy sezon Samuraja Jacka w swoim bloku programowym Toonami. Seria była także produkowana w Cartoon Network Studios z Genndy'm Tartakovskym jako producentem wykonawczym. Nowy sezon ma więcej dojrzałych elementów i bardziej spójną historię, kończąc serię. Akcja rozgrywa się pięćdziesiąt lat po wtrąceniu Jacka w przyszłość. Jednakże czas, który upłynął od tamtego momentu nie postarzał bohatera. Równocześnie zwolennicy Aku rozpoczynają szkolenie grupy siedmiu kobiet, które za życiowe zadanie otrzymują zgładzenie Jacka. Nowy sezon emitowany jest od 11 marca 2017.

## Odcinki
- Premiera w Polsce:
  - I seria (odcinki 1-3) – 1 czerwca 2002 r. (w formie filmu godzinnego)
  - I i II seria (odcinki 4-26) – 5 września 2002 r.
  - I i II seria (w ramach Toonami) - 9 listopada 2002.
  - III seria – 4 października 2003 r. (w ramach bloku Toonami)
  - IV seria – 26 kwietnia 2004 r. (w ramach bloku Toonami)
- Serial składa się z 4 serii po 13 odcinków każdy. W sumie liczy 52 odcinki.
- 9 listopada 2002 serial został włączony do bloku Toonami.
- Sezon 5 jest emitowany w Adult Swim.

### Spis odcinków
| Nr             | Polski tytuł                           | Angielski tytuł                                        |
| -------------- | -------------------------------------- | ------------------------------------------------------ |
|                |                                        |                                                        |
| SERIA PIERWSZA |                                        |                                                        |
|                |                                        |                                                        |
| 01             | Początek                               | I: „The Beginning”                                     |
|                |                                        |                                                        |
| 02             | Samuraj zwany Jack                     | II: „The Samurai Called Jack”                          |
|                |                                        |                                                        |
| 03             | Pierwsza walka                         | III: „The First Fight”                                 |
|                |                                        |                                                        |
| 04             | Jack, Wełniaki i Kritczelici           | IV: „Jack, the Woolies, and the Chritchellites”        |
|                |                                        |                                                        |
| 05             | Jack w kosmosie                        | V: „Jack In Space”                                     |
|                |                                        |                                                        |
| 06             | Jack i wojownicza kobieta              | VI: „Jack and the Warrior Woman”                       |
|                |                                        |                                                        |
| 07             | Jack i trzej ślepi strzelcy            | VII: „Jack and the Three Blind Archers”                |
|                |                                        |                                                        |
| 08             | Jack kontra Zły Jack                   | VIII: „Jack versus Mad Jack”                           |
|                |                                        |                                                        |
| 09             | Jack na dnie morza                     | IX: „Jack Under the Sea”                               |
|                |                                        |                                                        |
| 10             | Jack kontra Potwór z Lawy              | X: „Jack and the Lava Monster”                         |
|                |                                        |                                                        |
| 11             | Jack i Szkot, cz. 1                    | XI: „Jack and the Scotsman, Part 1”                    |
|                |                                        |                                                        |
| 12             | Jack i gangsterzy                      | XII: „Jack and the Gangsters”                          |
|                |                                        |                                                        |
| 13             | Aku opowiada bajki                     | XIII: „Aku’s Fairy Tales”                              |
|                |                                        |                                                        |
| SERIA DRUGA    |                                        |                                                        |
|                |                                        |                                                        |
| 14             | Jack uczy się wysoko skakać            | XIV: „Jack Learns To Jump Good”                        |
|                |                                        |                                                        |
| 15             | Historie o Jacku                       | XV: „Jack Tales”                                       |
|                |                                        |                                                        |
| 16             | Jack i Kopuła Zagłady                  | XVI: „Jack and the Smackback”                          |
|                |                                        |                                                        |
| 17             | Jack i Szkot, cz. 2                    | XVII: „Jack and the Scotsman, Part 2”                  |
|                |                                        |                                                        |
| 18             | Jack kontra Ultra-boty                 | XVIII: „Jack and the Ultra-robots”                     |
|                |                                        |                                                        |
| 19             | Wspomnienia Jacka                      | XIX: „Jack Remembers the Past”                         |
|                |                                        |                                                        |
| 20             | Jack i Mnisi                           | XX: „Jack and the Monks”                               |
|                |                                        |                                                        |
| 21             | Jack i Kłopotliwy Smok                 | XXI: „Jack and the Farting Dragon”                     |
|                |                                        |                                                        |
| 22             | Jack i Łowcy                           | XXII: „Jack and the Hunters”                           |
|                |                                        |                                                        |
| 23             | Jack kontra Kolekcjoner Dusz, Demongo  | XXIII: „Jack versus Demongo, the Soul Collector”       |
|                |                                        |                                                        |
| 24             | Jack jest Nagi                         | XXIV: „Jack Is Naked”                                  |
|                |                                        |                                                        |
| 25             | Jack i Spartanie                       | XXV: „Jack and the Spartans”                           |
|                |                                        |                                                        |
| 26             | Sandały Jacka                          | XXVI: „Jack’s Sandals”                                 |
|                |                                        |                                                        |
| SERIA TRZECIA  |                                        |                                                        |
|                |                                        |                                                        |
| 27             | Kurczak Jack                           | XXVII: „Chicken Jack”                                  |
|                |                                        |                                                        |
| 28             | Jack i młodzieżowa impreza             | XXVIII: „Jack and the Rave”                            |
|                |                                        |                                                        |
| 29             | Dobry, zły i piękna                    | XXIX: „The Good, the Bad, and the Beautiful”           |
|                |                                        |                                                        |
| 30             | Jack kontra Zombie                     | XXX: „Jack and the Zombies”                            |
|                |                                        |                                                        |
| 31             | Jack w Egipcie                         | XXXI: „Jack In Egypt”                                  |
|                |                                        |                                                        |
| 32             | Jack i podróżujące stwory              | XXXII: „Jack and the Travelling Creatures”             |
|                |                                        |                                                        |
| 33             | Jack i dziwny stwór                    | XXXIII: „Jack and the Creature”                        |
|                |                                        |                                                        |
| 34             | Jack i bagienny potwór                 | XXXIV: „Jack and Swamp Monster”                        |
|                |                                        |                                                        |
| 35             | Jack i nawiedzony dom                  | XXXV: „Jack and the Haunted House”                     |
|                |                                        |                                                        |
| 36             | Jack, mnisi i syn starożytnego mistrza | XXXVI: „Jack, the Monks, and the Ancient Master’s Son” |
|                |                                        |                                                        |
| 37             | Narodziny Zła, cz. 1                   | XXXVII: „The Birth of Evil (Part 1 of 2)”              |
|                |                                        |                                                        |
| 38             | Narodziny Zła, cz. 2                   | XXXVIII: „The Birth of Evil (Part 2 of 2)”             |
|                |                                        |                                                        |
| 39             | Jack w Labiryncie                      | XXXIX: „Jack and the Labyrinth”                        |
|                |                                        |                                                        |
| SERIA CZWARTA  |                                        |                                                        |
|                |                                        |                                                        |
| 40             | Samuraj kontra Shinobi                 | XL: „Samurai versus Ninja”                             |
|                |                                        |                                                        |
| 41             | Robo-Samuraj kontra Mondo Bot          | XLI: „Robo-Samurai versus Mondo Bot”                   |
|                |                                        |                                                        |
| 42             | Samuraj kontra Samuraj                 | XLII: „Samurai versus Samurai”                         |
|                |                                        |                                                        |
| 43             | Infekcja Aku                           | XLIII: „The Aku Infection”                             |
|                |                                        |                                                        |
| 44             | Księżniczka i łowcy głów               | XLIV: „The Princess and the Bounty Hunters”            |
|                |                                        |                                                        |
| 45             | Szkot ratuje Jacka, cz. 1              | XLV: „Scotsman Saves Jack (Part 1 of 2)”               |
|                |                                        |                                                        |
| 46             | Szkot ratuje Jacka, cz. 2              | XLVI: „Scotsman Saves Jack (Part 2 of 2)”              |
|                |                                        |                                                        |
| 47             | Jack i latające dzieci                 | XLVII: „Jack and the Flying Prince and Princess”       |
|                |                                        |                                                        |
| 48             | Jack kontra Aku                        | XLVIII: „Jack versus Aku”                              |
|                |                                        |                                                        |
| 49             | Mordercze pory roku                    | XLIX: „The Four Seasons of Death”                      |
|                |                                        |                                                        |
| 50             | Opowieść o X9                          | L: „Tale of X9”                                        |
|                |                                        |                                                        |
| 51             | Młody Jack w Afryce                    | LI: „Young Jack In Africa”                             |
|                |                                        |                                                        |
| 52             | Jack i dziecko                         | LII: „Jack and the Baby”                               |
|                |                                        |                                                        |
| SERIA PIĄTA    |                                        |                                                        |
|                |                                        |                                                        |
| 53             |                                        | XCII                                                   |
|                |                                        |                                                        |
| 54             |                                        | XCIII                                                  |
|                |                                        |                                                        |
| 55             |                                        | XCIV                                                   |
|                |                                        |                                                        |
| 56             |                                        | XCV                                                    |
|                |                                        |                                                        |
| 57             |                                        | XCVI                                                   |
|                |                                        |                                                        |
| 58             |                                        | XCVII                                                  |
|                |                                        |                                                        |
| 59             |                                        | XCVIII                                                 |
|                |                                        |                                                        |
| 60             |                                        | XCIX                                                   |
|                |                                        |                                                        |
| 61             |                                        | C                                                      |
|                |                                        |                                                        |
| 62             |                                        | CI                                                     |

## Odcinki w komiksach
SERIA PIERWSZA (Cartoon Network Magazyn)
1. Dranie z supermarketu
2. Waga szkocka
3. Podwójnie groźna dolina śmierci
4. Kim będziesz, gdy dorośniesz?
5. Pęknięte fatum
6. Czkawka
7. Baśnie Aku: Aku bohater
8. Wieża Aku